# Soledade (kommun i Brasilien, Paraíba, lat -7,11, long -36,36)
Soledade är en kommun i Brasilien.   Den ligger i delstaten Paraíba, i den östra delen av landet, 1 600 km nordost om huvudstaden Brasília. Antalet invånare är 13 739.
Följande samhällen finns i Soledade:
- Soledade

Omgivningarna runt Soledade är huvudsakligen savann. Runt Soledade är det mycket glesbefolkat, med 6 invånare per kvadratkilometer.